# Begonia majungaensis
Espèce
Synonymes
- Begonia majungaensis var. majungaensis[1]

Begonia majungaensis est une espèce de plantes de la famille des Begoniaceae. Ce bégonia est originaire de Madagascar. L'espèce fait partie de la section Nerviplacentaria. Elle a été décrite en 1928 par André Guillaumin (1885-1974). L'épithète spécifique majungaensis signifie « de Majunga », en référence à Majunga, une ville de la côte nord-ouest de Madagascar, près de laquelle ont été récoltés des spécimens de cette plante.

## Description

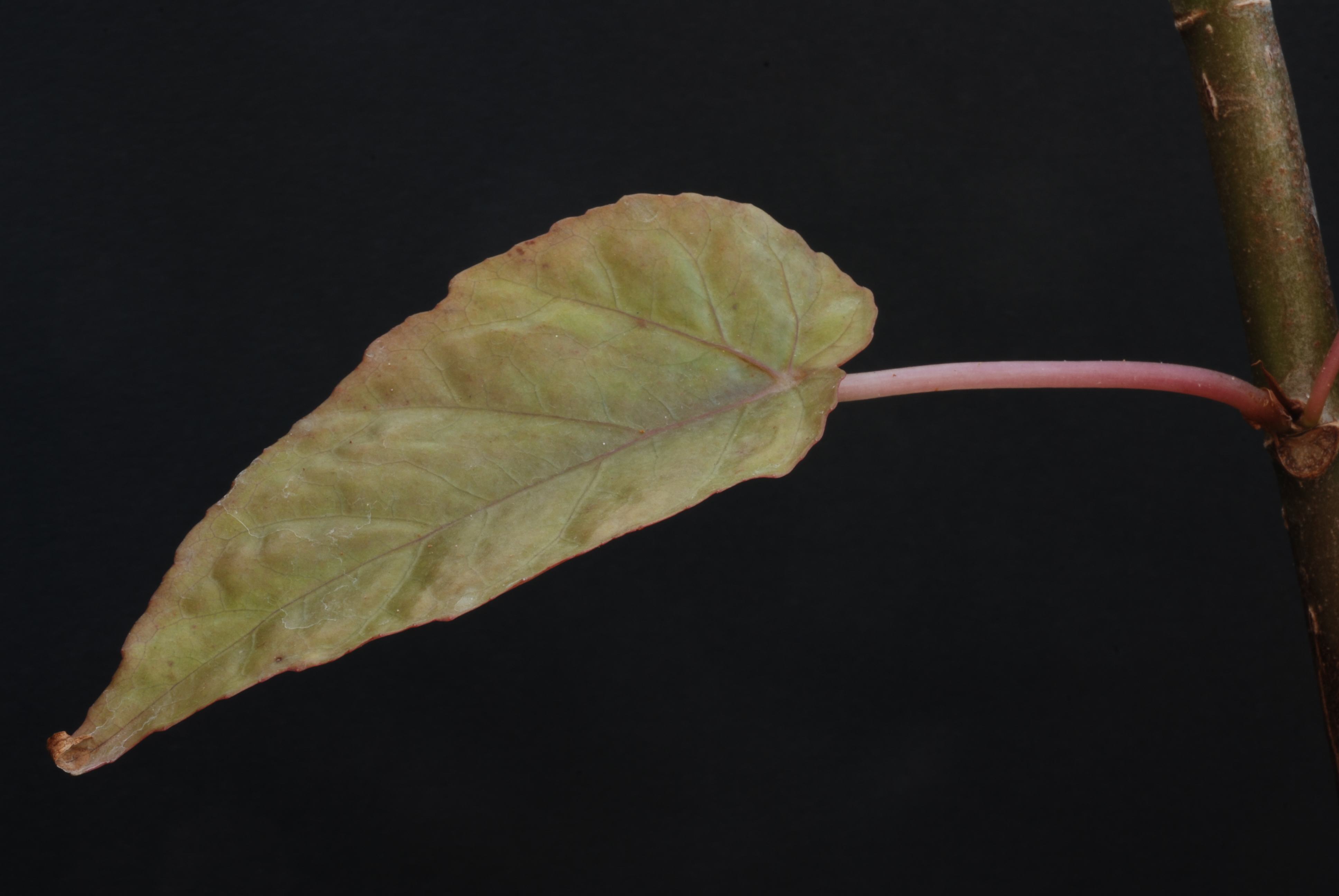
Feuille de la variété majungaensis
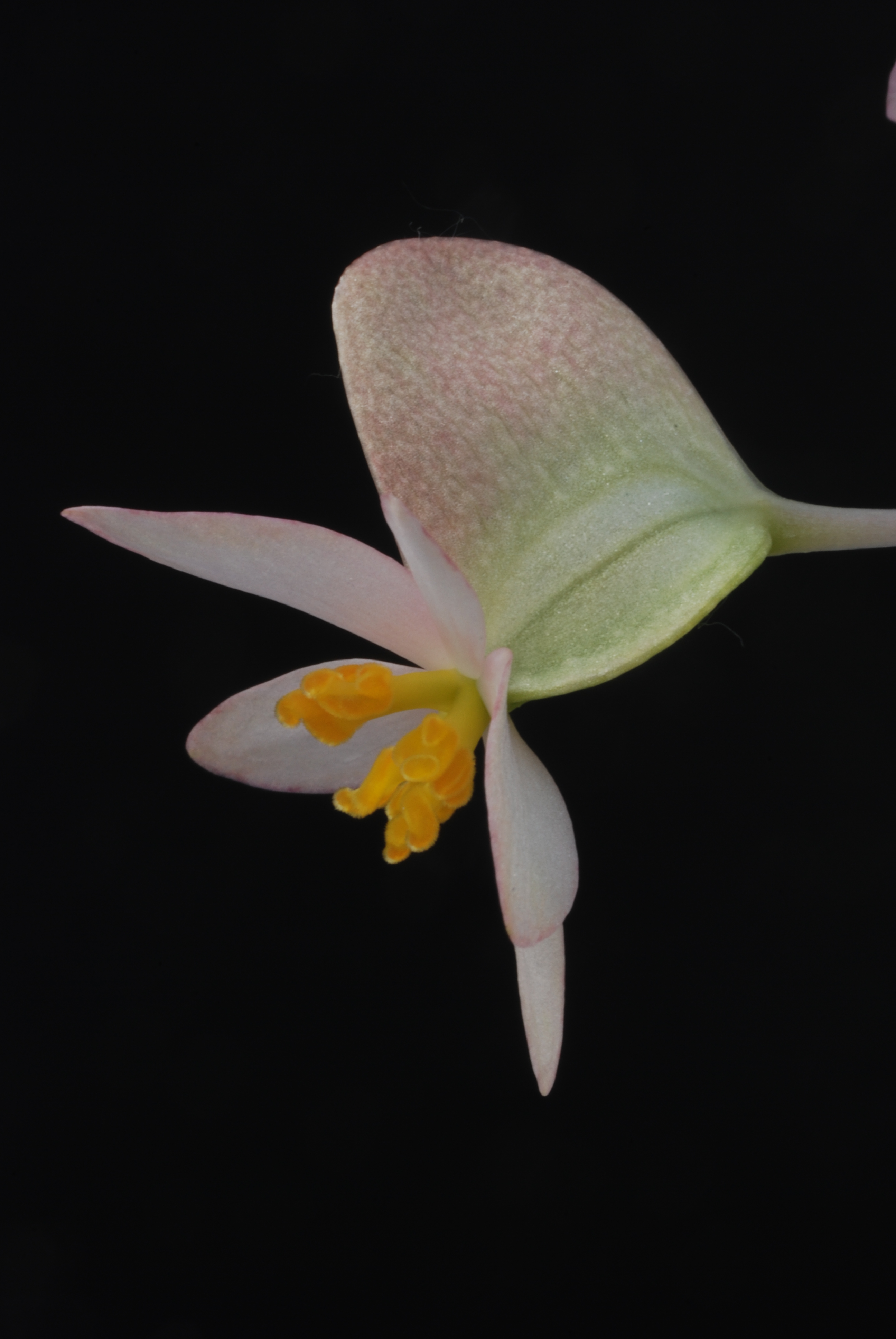
Fleur femelle de la variété majungaensis

## Répartition géographique
Cette espèce est originaire du pays suivant : Madagascar.

## Liste des variétés
Selon Tropicos (20 février 2017) (Attention liste brute contenant possiblement des synonymes) :
- variété Begonia majungaensis var. majungaensis
- variété Begonia majungaensis var. puberula Humbert ex Keraudren